# Tuffi ai XXI Giochi centramericani e caraibici
Le gare di tuffi ai XXI Giochi centramericani e caraibici si sono svolte dal 19 al 24 luglio 2010, presso il RUM Natatorium di Mayagüez a Porto Rico. Sono state disputate un totale di 8 gare: 5 maschili, 3 femminili.

## Podi

### Uomini
| Evento                      | Oro                                   | Punteggio | Argento                                   | Punteggio | Bronzo                                 | Punteggio |
| Tuffi individuali           |                                       |           |                                           |           |                                        |           |
| Trampolino 1 m (dettagli)   | Daniel Islas Arroyo                   | 390.15    | Yahel Castillo                            | 388.05    | Emilio Colmenares                      | 363.95    |
| Trampolino 3 m (dettagli)   | Yahel Castillo                        | 467.30    | Sebastián Villa                           | 438.00    | Daniel Islas Arroyo                    | 424.75    |
| Piattaforma 10 m (dettagli) | Germán Sánchez                        | 474.15    | Rommel Pacheco                            | 470.95    | Sebastián Villa                        | 410.90    |
| Tuffi sincronizzati         |                                       |           |                                           |           |                                        |           |
| Trampolino 3 m (dettagli)   | Messico Alberto Argote Yahel Castillo | 408.66    | Venezuela Emilio Colmenares José Sánchez  | 378.30    | Colombia Andrés Guerra Sebastián Villa | 362.79    |
| Piattaforma 10 m (dettagli) | Messico Iván García Germán Sánchez    | 450.03    | Venezuela Edickson Contreras Walter Rojas | 397.26    | Colombia Andrés Guerra Sebastián Villa | 396.48    |

### Donne
| Evento                      | Oro            | Punteggio | Argento        | Punteggio | Bronzo           | Punteggio |
| Tuffi individuali           |                |           |                |           |                  |           |
| Trampolino 1 m (dettagli)   | Paola Espinosa | 286.10    | Arantxa Chávez | 266.35    | Luisa Jiménez    | 245.90    |
| Trampolino 3 m (dettagli)   | Paola Espinosa | 312.10    | Arantxa Chávez | 279.85    | Jocelyn Castillo | 273.30    |
| Piattaforma 10 m (dettagli) | Paola Espinosa | 373.60    | Karla Rivas    | 311.85    | Lisette Ramirez  | 237.20    |

## Medagliere
| Pos.   | Paese      | Oro | Argento | Bronzo | Totale |
| ------ | ---------- | --- | ------- | ------ | ------ |
| 1      | Messico    | 8   | 5       | 1      | 14     |
| 2      | Venezuela  | 0   | 2       | 3      | 5      |
| 3      | Colombia   | 0   | 1       | 3      | 4      |
| 4      | Porto Rico | 0   | 0       | 1      | 1      |
| Totale | Totale     | 8   | 8       | 8      | 24     |